# Anna Bockhorst
Anna Bockhorst, heute Linus Bolckhorst (* 6. Januar 1998 in Rotenburg) ist ein(e) deutsche(r) Fußball Torwart (in).

## Karriere
Bockhorst spielte zunächst für den TSV Ottersberg sowie die JSV Ahlerstedt/Ottendorf/Heeslingen, ehe sie im Sommer 2013 in die Jugendabteilung von Werder Bremen wechselte. Dort lief sie zunächst für die B-Juniorinnen in der Bundesliga Nord/Nordost auf und erreichte mit der Mannschaft 2015 das Finale um die deutsche Meisterschaft, wo man sich Turbine Potsdam jedoch mit 1:3 geschlagen geben musste. Ebenfalls 2014/15 war sie bereits Stammtorhüterin der Frauenmannschaft in der 2. Bundesliga Nord, mit der ihr zur Spielzeit 2015/16 der Aufstieg in die Bundesliga gelang. Ihr Bundesligadebüt feierte sie am 27. März 2016 (17. Spieltag) bei der 0:3-Auswärtsniederlage gegen den 1. FFC Frankfurt. Zum Ende der Saison stieg sie mit Werder wieder in die 2. Bundesliga ab, 2017 gelang jedoch der sofortige Wiederaufstieg.
Daraufhin verließ Bockhorst 2018 Werder Bremen.
Nach einem vereinslosen Jahr wechselte sie zum ATS Buntentor (1. Frauen). Mit dieser Mannschaft stieg sie 2020 in die Regionalliga Nord auf.
2022 outete Bockhorst sich als transsexuell und zog sich 2023 als aktive Spielerin zurück.
Derzeit ist Linus Bockhorst der Torwarttrainer der 1. Frauen des ATS Buntentor.

## Erfolge
- Aufstieg in die Bundesliga 2015 und 2017 (mit Werder Bremen)
- B-Juniorinnen-Vizemeister 2015 (mit Werder Bremen)